# Luis José Gómez y de Aramburu
Luis José Gómez y de Aramburu estudió en Inglaterra para dedicarse a los negocios militares. Tras ser teniente de alcalde del ayuntamiento de Cádiz, ocupó la alcaldía de 1902 a 1905.
Bajo su mandato se gestionó la construcción del Hospital de Mora y organizó la visita del rey Alfonso XIII a Cádiz.
Fue diputado en cuatro legislaturas (1907, 1910, 1914 y 1916) y senador del Reino por la provincia de Cádiz (1918-1923). Fue jefe del Partido Conservador y presidente del Círculo Conservador de Cádiz.